# Burgstall Oberschloss (Castell)
Der Burgstall Oberschloss ist eine abgegangene Höhenburg im unterfränkischen Castell. In der frühen Neuzeit wurde an gleicher Stelle das sogenannte Obere Schloss errichtet, von dem noch einige Reste bestehen. Beide Befestigungen, Burg und Schloss, waren der ursprüngliche Stammsitz der Grafen von Castell.

## Geographische Lage
Die ehemalige Burganlage befindet sich etwa 277 m von der Pfarrkirche St. Johannes in Castell entfernt. Die erhaltenen Reste erheben sich am westlichen Ende eines in die Ost-West-Richtung verlaufenden, 394,41 m ü. NN hohen Bergrückens, des sogenannten Herrenbergs. Die Flur, auf der sich der Burgstall befindet, wurde Schlossberg genannt. Über mehrere Wege ist die Ruine vom Dorf Castell aus zu erreichen.
Weiter westlich erhebt sich vor den erhaltenen Resten der Burg eine Kuppe, die den Turmhügel der Befestigung „Altcastell“ darstellt. Der Burgstall selbst befindet sich auf 396,6 m ü. NN. Er ist damit nur 2,19 m höher als die Kuppe des Herrenbergs. Die steilen Hänge des Berges werden heute landwirtschaftlich genutzt, sodass der Burgstall von Weinbergen umgeben ist.

## Geschichte
Die Burg Oberschloss war bereits im 13. Jahrhundert Stammsitz der Grafen von Castell. Im 16. Jahrhundert wurden die Burggebäude unter zwei Brüdern der Familie aufgeteilt. Nach Zerstörungen im Deutschen Bauernkrieg wurde das Schloss wieder aufgebaut und fiel kurze Zeit später dem Dreißigjährigen Krieg zum Opfer. Mit dem Neubau des unteren Schlosses verlegten die Grafen ihren Sitz ins Dorf und das obere Schloss verfiel.

### Frühe Erwähnungen (bis 15. Jahrhundert)
Die Geschichte des Schlosses ist eng mit der des Ortes und der Herrschaft Castell verbunden. Die erste Erwähnung von „Castel“ im Jahr 816 weist bereits auf eine Befestigungsanlage im Dorf hin. Wahrscheinlich war bereits in vor- und frühgeschichtlicher Zeit eine Burganlage vorhanden, von der sich lediglich einige Abschnittsgräben erhalten haben. Später wurde die Anlage in zwei verschiedene Burgen aufgeteilt.

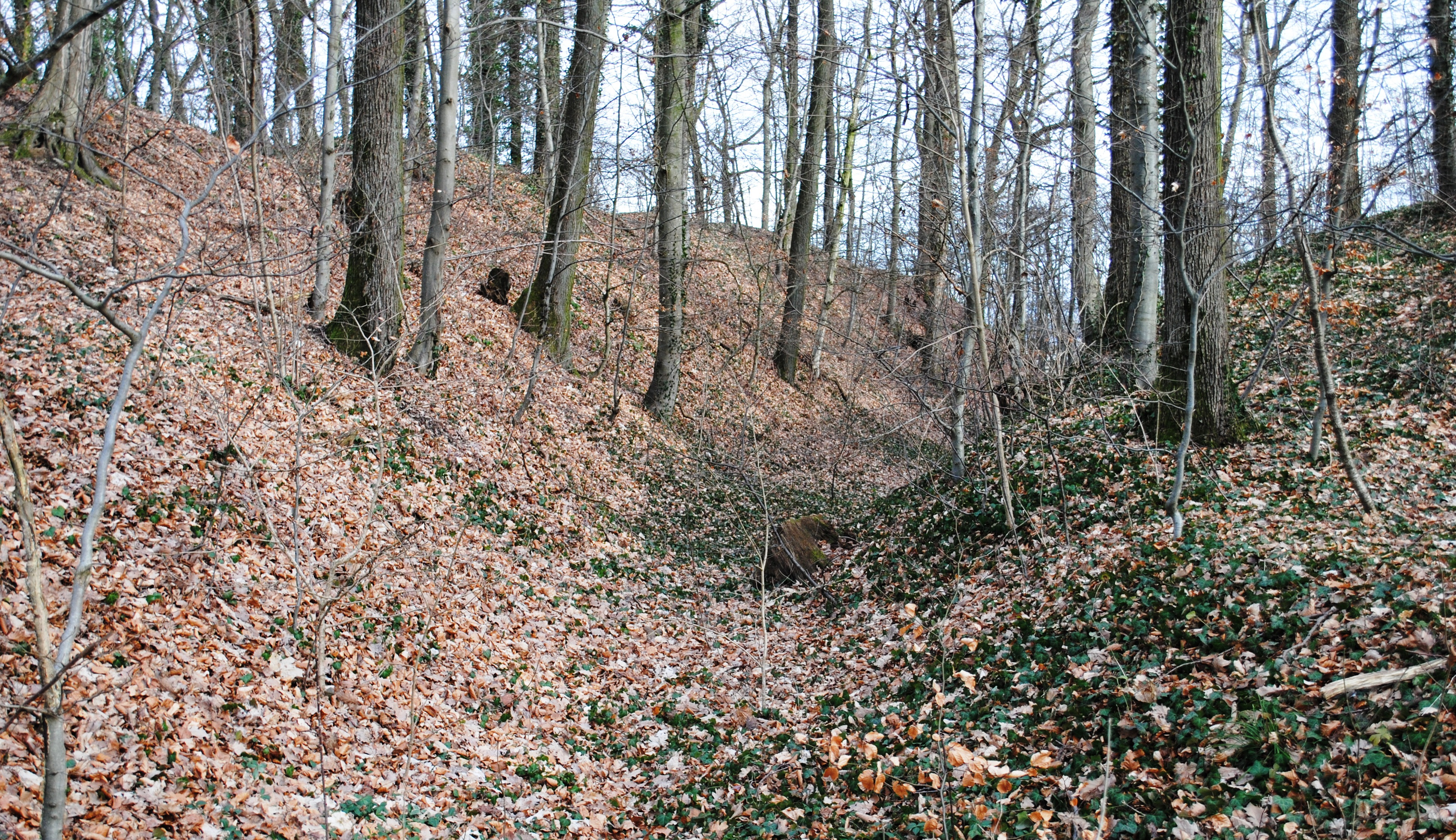
Grabenreste

Während der Vorgänger des unteren Schlosses, eine Rundburg, zu einer Landesburg ausgebaut wurde, schweigen die Quellen zur oberen Burg im 11. Jahrhundert. Erst im Jahr 1258 tauchen zwei Burgen im Dorf auf. Sie waren Gegenstand eines Teilungsvertrages zwischen Heinrich II. und Hermann von Castell. Fortan existierten zwei castellische Häuser im Ort, deren Trennung auch durch die unterschiedlichen Wohnsitze erkennbar war. Hermann bewohnte die obere Burg, Heinrich residierte weiter unten am Berg.
Im Jahr 1265 tauchten die „castris Kastele“ in den Quellen wieder auf. Die obere Burg wurde als „purg ze Kastel“ im Jahr 1321 wieder erwähnt. 1328 ging die untere Burg an die Burggrafen von Nürnberg verloren. Damit blieb die obere Burg als einziger Sitz der Familie Castell im Ort bestehen. Seitdem fließen die Quellen ergiebiger: Die Burg wurde in den Jahren 1342 und 1415 im Zusammenhang mit einer Brüderfehde genannt.

### Teilungen (bis 16. Jahrhundert)
Am 4. Dezember 1453 kam die Burg in den Einflussbereich des Bischofs von Würzburg. Wilhelm II. von Castell vereinbarte mit Bischof Gottfried von Limpurg, dass die Burg in den nächsten zwanzig Jahren ohne das fürstbischöfliche Einverständnis nicht verkauft werden durfte. Am 28. Februar übernahmen die geistlichen Fürsten die Lehnsschaft über die gesamte Grafschaft, ohne den Grafenstand der Castell anzutasten.
Der Sohn Wilhelms, Friedrich IX. zu Castell, gab die Hälfte der Burg als Mitgift seiner Ehefrau Elsbeth, geborene von Reitzenstein. In der Urkunde über diesen Vorgang taucht erstmals die Bezeichnung „slos Castel“ auf. Auch wurde von der Wachmannschaft aus Türmern und Wächtern berichtet. Um 1520 erschienen genauere Angaben über das obere Schloss: Es besaß als ältestes Element eine steinerne Kemenate und war mit einem Zwinger und einem Grundwasserbrunnen ausgestattet. Zwei Türme wurden erwähnt.
Wiederum kam es im 16. Jahrhundert zur Aufteilung des Schlossareals. Johann II. und Wolfgang I. residierten danach gemeinsam auf der Burg, auch die Kapelle wurde einvernehmlich genutzt. Dies machte ein sogenannter Burgfrieden möglich, der als Vertrag zu dieser Zeit ausgearbeitet wurde. Diese Harmonie wurde im Jahr 1525 zerstört, als marodierende Bauernhaufen im Deutschen Bauernkrieg beide Schlösser in Castell ausraubten und niederbrannten. Dabei wurden im oberen Schloss vor allem Register und Urkunden vernichtet.

### Auf- und Umbau (bis 17. Jahrhundert)

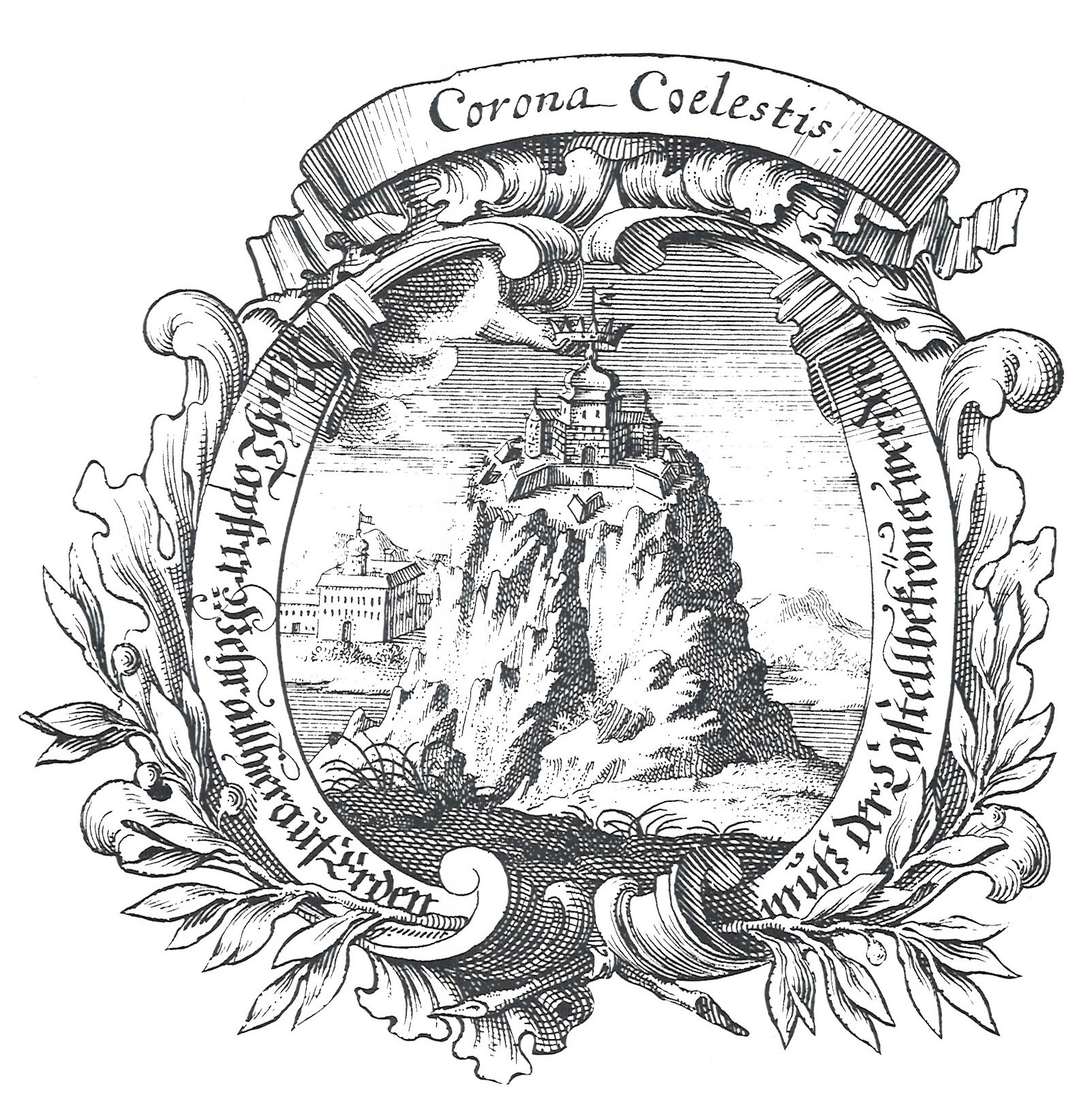
Das Schloss auf einem Kupferstich von 1709

Der Wiederaufbau begann im Schlossteil des Wolfgang zu Castell bereits im Jahr 1525. Damals wurde die Kemenate wieder errichtet. Vom 10. August bis zum 8. September des gleichen Jahres erfolgte die Eindeckung des Schlossdachs. Johann II. ließ sich dagegen mit seinem Schlossteil Zeit und begann den Wiederaufbau erst im Jahr 1528. Mit dem Ende des Jahres 1530 war das Schloss weitgehend wiederhergestellt, 1545 brachte man eine Uhr an einem der Türme an.
Im Zweiten Markgrafenkrieg der fünfziger Jahre des 16. Jahrhunderts besserte man die Verteidigungsanlagen des Schlosses aus. 1553 wurden die Mauern verstärkt, 1554 die Gräben vertieft. Hierzu nutzte man die Bereiche, die zuvor von den Vorburgen eingenommen worden waren. In einem Gedicht werden „Acht Thürn und Mauern“ genannt. Bei diesen Angaben handelte es sich jedoch um Übertreibungen, da das Schloss zu keinem Zeitpunkt über mehr als vier Türme hatte. Für weitere Umbaumaßnahmen entnahm man im Jahr 1576 Steine aus dem ruinösen unteren Schloss.
Zu Beginn des 17. Jahrhunderts wurde im Schloss wieder viel gebaut. 1602/1603 wurden die Öfen ausgebessert und die Fenster repariert, 1604 erhielt das Schloss ein neues Torhaus. Außerdem erhöhte man den Hauptturm, aus diesem Jahr sind vier Türme am Bau überliefert. Ein Jahr später musste ein Turm wegen Baufälligkeit abgerissen werden. 1606 erhielt das Schloss einen neuen Gang, der die Kemenate mit dem Backhaus verband.
In den Jahren 1607–1615 entstanden die umfassendsten Schlossneubauten. Wieder wurden die Steine der Ruine des Unterschlosses genutzt. 1614 begann die Planung des achteckigen Treppenturms, der heute das letzte erhaltene Bauteil des Oberen Schlosses darstellt. Für den Entwurf der Wappen am Turm zog man Johann Heinrich aus Kitzingen zu Rate. Während der Umbauarbeiten weilten die Grafen in ihrem zweiten Schloss in Remlingen, hier erlebten sie auch den Ausbruch des Dreißigjährigen Krieges.

### Niedergang (bis heute)
Bereits kurz nach Kriegsbeginn wurden die Befestigungen des Schlosses im Jahr 1620 erneuert. Ein Jahr später musste sich Graf Gottfried vor vorbeiziehenden bayerischen Heeresteilen verschanzen. Im Jahr 1626 begann der Bau eines Defensionswerks, mehrere Durchzüge schönborn'scher und sächsisch-lauenburgischer Truppen verzögerten seine Fertigstellung. Während dieser Zeit hielt sich der Graf öfter in der Reichsstadt Schweinfurt auf und vernachlässigte sein eigenes Gebiet.
Am 14. November 1634 besetzten feindliche Soldaten die Burg und das Dorf Castell. Die Rettung für das Schloss kam erst 1637, als ein kaiserlicher Schutzbrief ausgestellt wurde. Allerdings mieden die Grafen nun ihr Oberes Schloss und bevorzugten wechselnde Orte als Residenzen. Ein weiteres Mal eingenommen wurde das Schloss 1640. Ein Regiment des Marquis de Grana richtete großen Schaden an. Bei Kriegsende war das Schloss weitgehend zerstört.
Die Grafen, deren neues Schloss im Dorf bis 1691 errichtet wurde, besuchten fortan die Ruinen des Oberen Schlosses selten. Lediglich 1646, 1652/1653 weilten sie in den Räumen des Schlosses. Dennoch besserte man die schlimmsten Zerstörungen bis ins Jahr 1680 notdürftig aus. Aus dem Jahr 1738 ist der letzte Torwart des Oberen Schlosses überliefert. Bis 1819 verschwanden die letzten Gebäudereste auf dem Schlossberg, lediglich der Treppenturm blieb erhalten. Das Bayerische Landesamt für Denkmalpflege ordnet die Reste der Burg als Baudenkmal unter der Nummer D-6-75-116-24 ein.

## Beschreibung

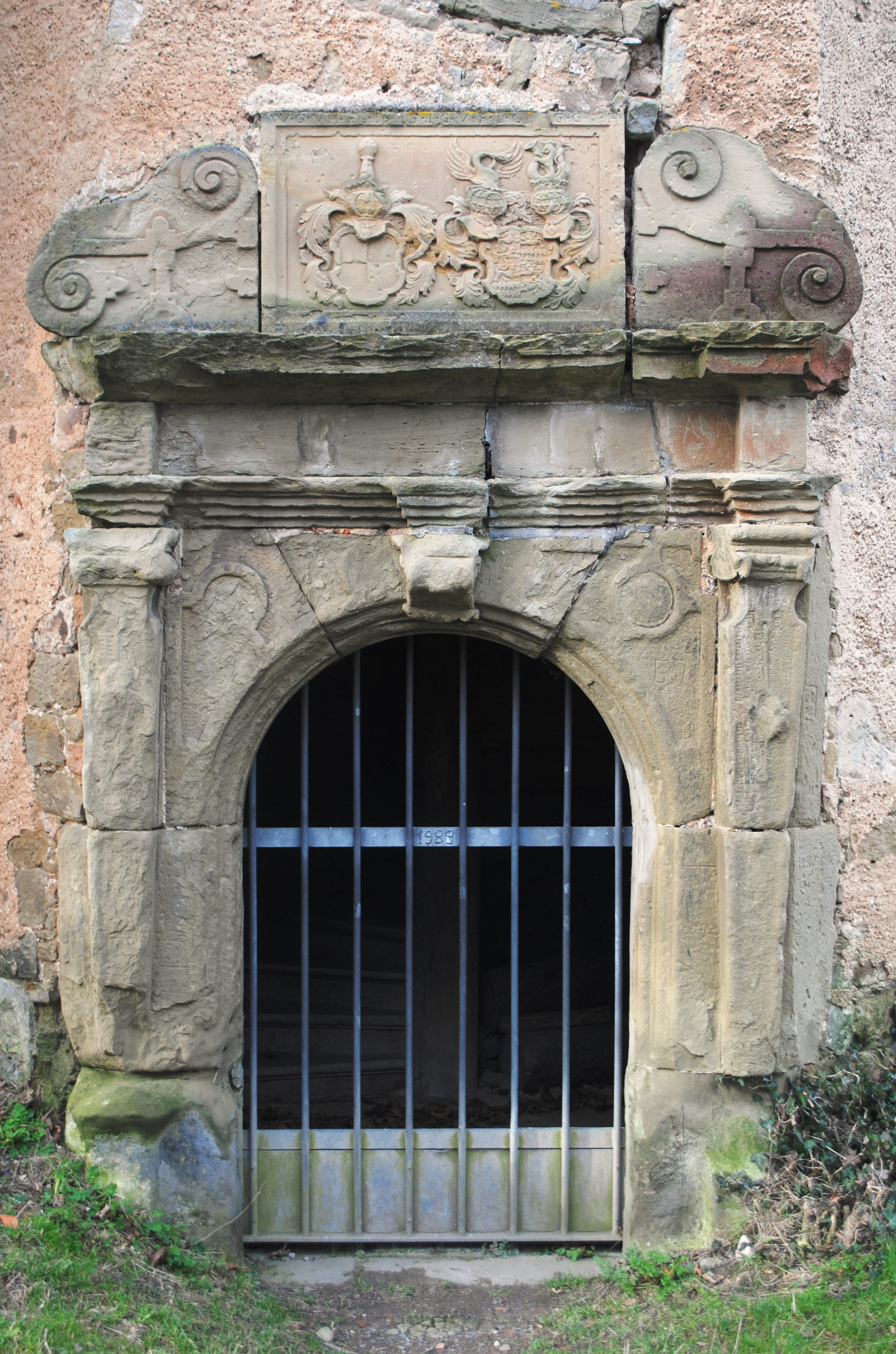
Das Portal am Treppenturm

Der Grundriss der ehemaligen Befestigung ist auch heute noch zu sehen. Es handelte sich um einen ovalen Aufbau, der bis 60 m lang und etwa 45 m breit war. Im Südosten des Geländes sind drei Gräben zu erkennen, die wohl zu ursprünglich zwei Vorburgen gehörten. Der Südwesten wird vom 20,13 m hohen Treppenturm des Schlosses beherrscht. Nördlich des Turmes erkennt man eine Mulde, die dem ursprünglichen Grundwasserbrunnen der Burg zuzuordnen ist.
Des Weiteren haben sich mehrere Randböschungen erhalten, außerdem sind Spuren von Ecktürmen im Nordosten und Südosten zu erahnen. Weiter im Norden befand sich ein weiterer Hanggraben, der von einem Außenwall umgeben war. Noch heute beträgt die Breite der Grabenreste 8–11 m. Im äußersten Osten der Anlage sind Reste einer ehemaligen Bastei zu sehen. Es handelte sich um einen Rundturm, der von einer starken Mauer umgeben war.
Einziges erhaltenes Element ist der Treppenturm mit einem Mauerrest. Er ist achteckig und weist ein Zeltdach mit einer Spitze und einem Turmknauf auf. Der Mauerrest reicht bis zum Fenstersturz des zweiten Turmobergeschoss. Ein zugemauertes spitzbogiges Fenster weist spätgotisches Maßwerk auf. Außerdem ist noch ein Rundbogenfenster erhalten geblieben. Im Südosten sind zwei eingelassene Wappensteine mit den Allianzwappen von Wolfgang I. von Castell und seiner Frau Martha von Wertheim (unten) und das des Friedrich Ludwig und der Prinzessin von Hohenlohe-Langenburg (oben) 
zu erkennen. 
Das Portal des Turms wird von drei abgeschrägten Fenstern überragt, von denen das unterste zugemauert wurde. Im obersten Geschoss sind vier längsrechteckige Fenster eingezogen. Im Inneren ist der Turm rund ausgebaut. Eine hölzerne Treppenspindel führt nach oben. Das reich ornamentierte Rundbogenportal mit ionisierenden Kapitellen und einem profilierten Sturzgesims wird von einer Wappentafel des Wolfgang II. von Castell und seiner zweiten Frau Juliana von Hohenlohe bekrönt.